# Církevní oblast Umbrie
Církevní oblast Umbrie (ital. Regione ecclesiastica Umbria) je jedna z 16 církevních oblastí, do nichž je rozdělena katolická církev v Itálii. Skládá se z jedné církevních provincií, do nichž je rozděleno 5 diecézí v italském regionu Umbrie a tři diecéze bezprostředně podřízené Svatému Stolci.

## Rozdělení
V církevní oblasti Umbrie se nachází jedna církevní provincie:
- Církevní provincie Perugia-Città della Pieve:
  - Arcidiecéze Perugia-Città della Pieve
  - Diecéze Assisi-Nocera Umbra-Gualdo Tadino
  - Diecéze Città di Castello
  - Diecéze Foligno
  - Diecéze Gubbio

Bezprostředně podřízeny Svatému stolci jsou:
- Diecéze Orvieto-Todi
- Diecéze Terni-Narni-Amelia
- Arcidiecéze Spoleto-Norcia

## Statistiky
- plocha: 9 129 km²
- počet obyvatel: 843 181
- počet farností: 591
- počet diecézních kněží: 623
- počet řeholních kněží: 428
- počet stálých jáhnů: 104

## Biskupská konference oblasti Umbrie
- Předseda: Renato Boccardo, arcibiskup v arcidiecézi Spoleto-Norcia
- Místopředseda: Domenico Sorrentino, arcibiskup v diecézi Assisi-Nocera Umbra-Gualdo Tadino
- Sekretář: Paolo Giulietti, pomocný biskup v arcidiecézi Perugia-Città della Pieve

### Přehled předsedů biskupské konference církevní oblasti Umbrie
- Gualtiero Bassetti, arcibiskup v Perugia-Città della Pieve
- Renato Boccardo, arcibiskup v arcidiecézi Spoleto-Norcia (od 2017)